# Orlovice
Orlovice (in tedesco Orlowitz) è un comune della Repubblica Ceca facente parte del distretto di Vyškov, in Moravia Meridionale.